# ユーリ・デュピン
ユーリ・デュピン（Yury Dyupin 、1988年3月17日 - ）は、ロシア・バルナウル出身のプロサッカー選手。FCルビン・カザン所属。ポジションはGK。

## 経歴

### クラブ経歴
2011年5月、当時ロシア・セカンドディビジョン（3部相当）に所属していたFCディナモ・バルナウルでデビュー。その後は下部リーグのクラブを転々とした。
2018年夏、FCクバン・クラスノダールからFCアンジ・マハチカラに移籍。
2019年6月13日、FCルビン・カザンに加入。

### 代表
2021年3月、2022 FIFAワールドカップ・ヨーロッパ予選のマルタ代表・スロベニア代表・スロバキア代表戦を前に、ロシア代表に初めて招集された。
2021年6月2日、UEFA EURO 2020に臨むロシア代表26人の一人に選ばれた。しかし、同大会での出場機会は無かった。